# Katholieke Kerk in Denemarken
De Katholieke Kerk in Denemarken maakt deel uit van de wereldwijde Katholieke Kerk, onder het leiderschap van de paus en de Curie. De Heilige Ansgarius is de patroonheilige van Denemarken. De Katholieke Kerk in Denemarken is een diasporakerk in dit grotendeels protestantse land, waar de Evangelische Lutherse Kerk de staatskerk is. 

## Geschiedenis

### Kerstening van Denemarken

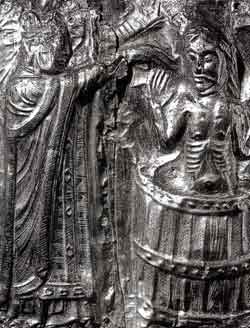
Harald wordt gedoopt door de monnik Poppo

Denemarken werd vrij laat en vrij langzaam gekerstend. In de 9e eeuw waren delen reeds bekeerd tot het christendom. In 860 kreeg de Franse bisschop van Hamburg, Ansgar (801-865) toestemming in Ribe een kerk te bouwen, een christelijk eiland in een zee van heidendom. Nog geen eeuw later, in 948 werd Ribe een bisdom. Koning Harald bekeerde zich op het einde van de 10e eeuw en rond 1100 was het christendom algemeen doorgedrongen. In 1104 werd in het toen nog Deense Lund de eerste bisschopszetel voor heel Scandinavië ingesteld.

### Gevolgen van de Reformatie
Onder Christiaan III (1534 - 1559) deed de Reformatie haar intrede in Denemarken. Hierdoor werd de Katholieke Kerk in Denemarken vrijwel geheel vernietigd. Katholieke geestelijken die zich verzetten, werden ontslagen of gevangen gezet, terwijl de kerkelijke eigendommen in beslag werden genomen. Kloosterlingen kregen wel dikwijls toestemming om hun verblijf op de ontvreemde kloosters nog voort te zetten tot hun dood. Ook in de stad Ribe maakte de Reformatie een einde aan het rijke geestelijke leven en het bestaan van de invloedrijke kloosterorden.

### Herstel van de bisschoppelijke hiërarchie
Eerst in de 19e eeuw kwamen er missionarissen in het land terug. Zij richtten op 7 augustus 1868 een apostolische prefectuur op. Op 12 maart 1892 werd de prefectuur omgevormd tot een apostolisch vicariaat. Uiteindelijk kon de bisschoppelijke hiërarchie hersteld worden met de oprichting van het bisdom Kopenhagen op 29 april 1953. Het bisdom beslaat geheel Denemarken, de Faeröer en Groenland.

### Huidige situatie
Het aantal katholieken in Denemarken is vrij gering, circa 40.000 gelovigen, maar stijgt gestadig. Daarmee is het katholicisme na de staatskerk (81,5 %) en de islamitische gemeenschap (4 %) de derde geloofsgemeenschap qua gelovigen (0,6 %) (cijfers van 2008). De Katholieke Kerk beschikt over ongeveer 80 priesters, waarvan de helft aan orden verbonden is. Zij werken, met ruim 230 zusters, in 51 parochies (in 2008). De huidige bisschop is Czeslaw Kozon. Zijn zetel staat in de Kathedraal van Sint Ansgar.

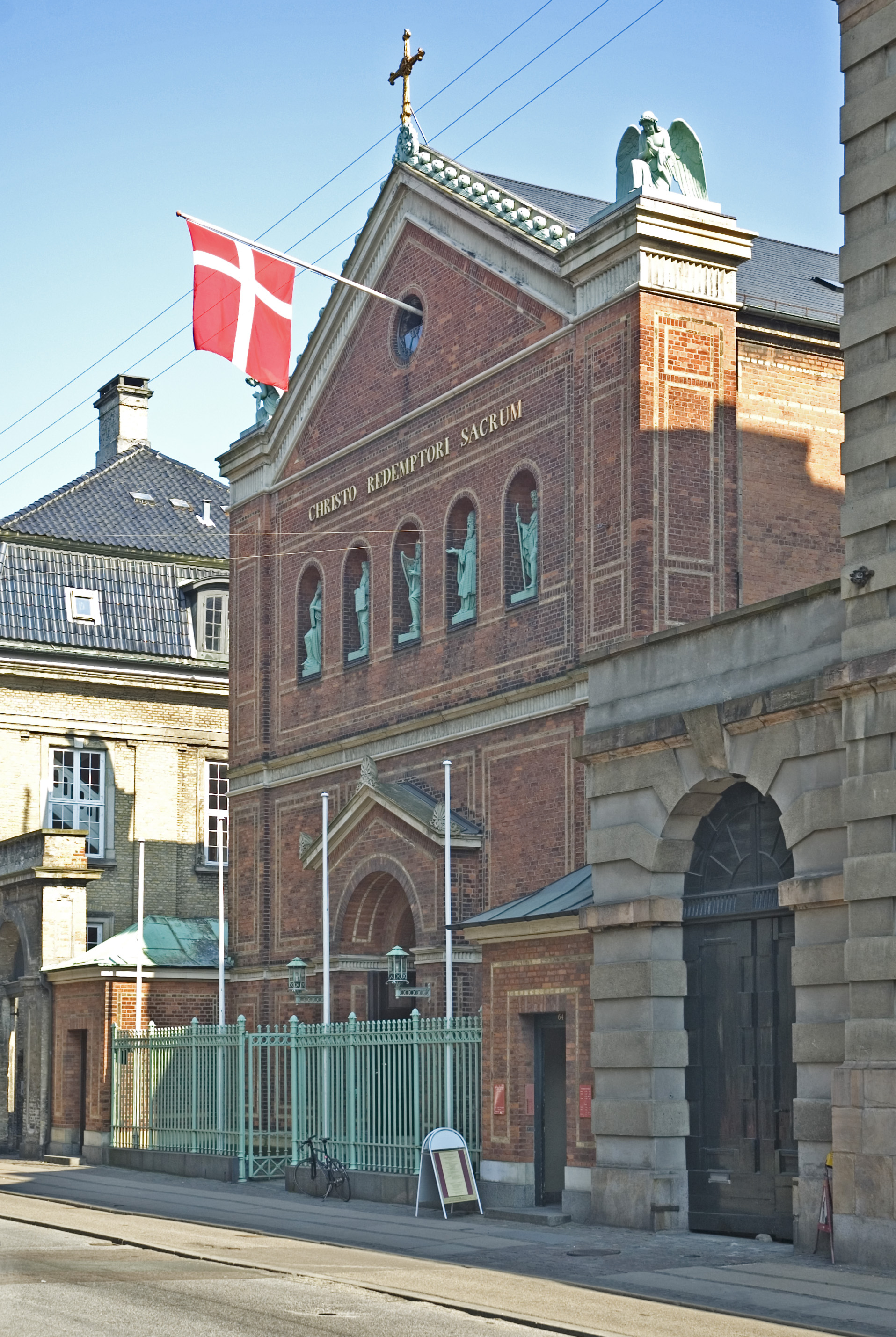
De kathedraal van Sint Ansgar (1840) in Kopenhagen

## Deense heiligen en zaligen
- Knoet IV van Denemarken (ca. 1043 - 1086), heilig verklaard in 1101.
- De Deense anatoom, natuurvorser en bisschop Niels Steensen (1638–1686) werd in 1988 door paus Johannes Paulus II zalig verklaard.

## Onderwijs
Denemarken telt 22 katholieke scholen. Zij hebben zich verenigd in de Vereniging van Katholieke Scholen (FAKS). De katholieke scholen in Denemarken bouwen voort op een lange geschiedenis. De oudste − Skt. Knud i Fredericia − vierde in 2012 haar 350-jarig bestaan. Het merendeel van de scholen werd opgericht in de eerste 50 jaar na het herstel van de godsdienstvrijheid in 1849.

## Nuntius
Apostolisch nuntius voor Denemarken is sinds 25 januari 2023 aartsbisschop Julio Murat, die tevens nuntius is voor Finland, Noorwegen, IJsland en Zweden.

## Bisschoppen van Kopenhagen
Tot 1938 kwamen de bisschoppen van het apostolisch vicariaat en het latere bisdom Kopenhagen, op een na uit Duitsland. Bisschop Josef Ludwig Brems was afkomstig uit België, gemeente Testelt. De benedictijn Theodore Suhr was de eerste in Denemarken geboren bisschop. Hij werd in 1965 gevolgd door de Deense jezuïet Hans Ludvig Martensen. De in Polen geboren Deen Czeslaw Kozon is de derde inheemse bisschop in Kopenhagen.
- Hermann Grüder (Apostolisch Prefect van Denemarken: 1869–1883)
- Johannes Von Euch (Apostolisch Prefect van Denemarken: 1883–1894; Apostolisch Vicaris van Denemarken: 1894–1922)
- Josef Ludwig Brems, O.Praem (Apostolisch Vicaris van Denemarken: 1922–1938)
- Johannes Theodor Suhr, O.S.B. (Apostolisch Vicaris van Denemarken: 1939–1953; Bisschop van Kopenhagen: 1953–1964)
- Hans Ludvig Martensen, S.J. (Bisschop van Kopenhagen: 1965–1995)
- Czeslaw Kozon (Bisschop van Kopenhagen: 1995–heden)